# 特莱德尼斯

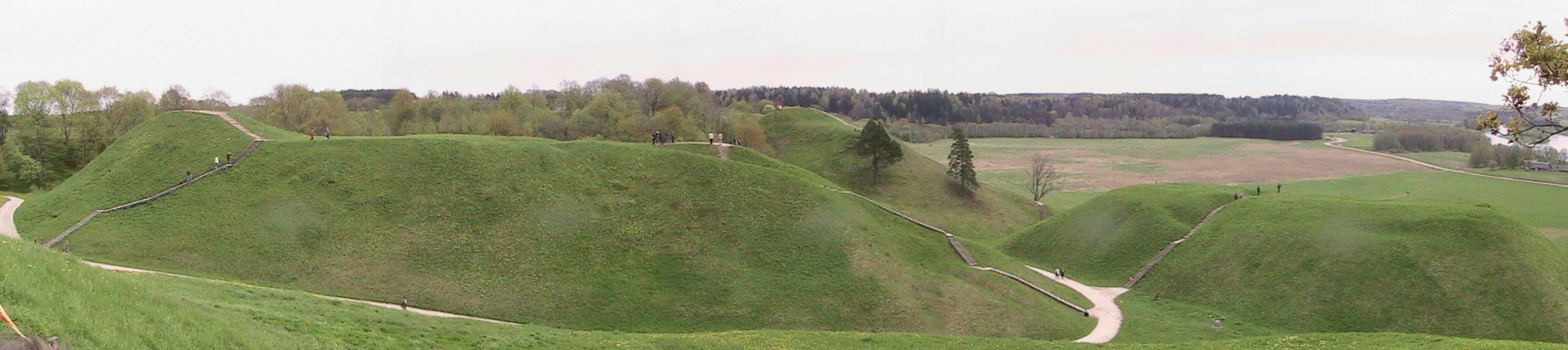
克尔纳韦山丘城堡。克尔纳韦是特莱德尼斯时期的大公国都城

特莱德尼斯（1220年代—1282年）是1270年（或1269年）到1282年间的立陶宛大公。他是13世纪第二位杰出的立陶宛大公，仅次于明道加斯。他结束了明道加斯1263年遇刺后立陶宛长达7年的政治动乱期，并顽强地建立了立陶宛大公国，该国在此后100年中都是一个异教国家。特莱德尼斯将立陶宛大公国的领土延伸至索多维亚人和瑟米加利亚人的地盘，并加强其在黑鲁塞尼亚的影响力。与明道加斯不同，特莱德尼斯对向东扩张这事并不在意。
特莱德尼斯攀登权力巅峰的情况目前还不清楚。他的祖先也无人知晓。人们知道他来自奥克什泰蒂亚，因为他是克尔纳韦公爵。因为他取代了哈利奇·沃里希连和立陶宛公爵斯瓦尔恩的位置，所以从一开始他与哈利奇-沃里希连的关系就很紧张。这种紧张关系最终导致1274年-1276年战争。尽管蒙古支持哈利奇-沃里希连，特莱德尼斯仍在战争中取胜，他对黑鲁塞尼亚（新格鲁多克、格罗德诺、斯洛尼姆和其他城市）的统治也得到巩固。特莱德尼斯也曾袭击过波兰，特别是他曾包围卢布林和文奇察，这次围攻持续到约1306年。但是，这几次袭击并没有影响到马佐夫舍，因为特莱德尼斯通过将他的女儿高德蒙达许配给此地的公爵，使特莱德尼斯与马佐夫舍建立王室联姻关系。这种格迪米纳斯又进一步发展这种关系。
特莱德尼斯以其对异教的虔诚和反日耳曼立场著称，他与利沃尼亚骑士团之间的战斗也取得成功。1270年他取得卡鲁塞战役的胜利，在萨列马附近的冰上作战，并杀死骑士团团长奥托·冯·卢特尔伯格。新团长安德烈亚斯·冯·威斯特法伦寻找能够很快报仇的机会，但也被特莱德尼斯杀死。但是，到1272年骑士团卷土重来，进攻瑟米加利亚，于1273年在特莱德尼斯疏于管理的地带建立迪纳堡。尽管使用4个投石机，他还是不能攻下新堡垒，在1278年被迫撤军。1279年骑士团向立陶宛发起进攻，最远到达克尔纳韦，但是他们在归途中，于艾兹克劳克莱战役遭到重创。骑士团团长厄恩斯特·冯·拉斯伯格成为了第三位死于特莱德尼斯手中的团长。这次战败激起被征服的瑟米加利亚人的反抗。在内梅蒂斯领导下的瑟米加利亚人当时乐于承认立陶宛的优越性，并向特莱德尼斯寻求援助。1281年，特莱德尼斯征服耶尔西卡城堡，此地位于现在的普雷利区，他当时也能够将其与迪纳堡做一交换。但是，特莱德尼斯随后逝世，对瑟米加利亚人的帮助被连绵不断的战事耗尽，而立陶宛也减少了对他们的帮助。特莱德尼斯是第一位已知的自然死亡的立陶宛公爵。他之前的大公不是遇刺就是战死。

## 家庭
兄弟
- 巴尔迪斯、利埃西斯和斯瓦尔克尼斯都为东正教徒，在与哈利奇-沃里希连的战斗中去世
- 西尔普蒂斯在军事行动中帮助他的兄弟

女儿
- 高德蒙达与马佐夫舍公爵博莱斯瓦夫二世结婚，成为马佐夫舍公爵夫人。